# La herida
La herida és una pel·lícula dramàtica espanyola del 2013 dirigida per Fernando Franco García, que va ser la seva opera prima com a director.

## Sinopsi
Ana té 26 anys i treballa en el servei d'ambulància com a treballadora social. Fora del seu treball té seriosos problemes relacionals, la seva vida personal és solitària i turmentada, cosa que la porta a autolesionar-se. Ni la seva mare, ni el seu exxicot Álex ni el seu company Jaime poden ajudar-la. Ella no ho sap, però pateix el que els psiquiatres denominen síndrome borderline o Trastorn límit de la personalitat, un impediment constant per a aconseguir el que més vol: ser feliç.

## Repartiment
- Marian Álvarez - Ana
- Rosana Pastor - Mare d'Ana
- Manolo Solo - Jaime
- Andrés Gertrúdix - Álex
- Ramon Agirre - Pare d'Ana
- Ramón Barea - Martín

## Crítiques
Mirito Torreiro, de Fotogramas, la considera el debut més brillant del cinema espanyol en dècades, en mostrar el TLP amb concisió i rigor i sense sensacionalisme.

## Premis i nominacions
Festival Internacional de Cinema de Sant Sebastià
| Any  | Categoria                             | Persona        | Resultat   |
| ---- | ------------------------------------- | -------------- | ---------- |
| 2013 | Conquilla de Plata a la millor actriu | Marian Álvarez | Guanyadora |

XXVIII Premis Goya
| Any  | Categoria                  | Persona                                      | Resultat   |
| ---- | -------------------------- | -------------------------------------------- | ---------- |
| 2014 | Millor actriu protagonista | Marian Álvarez                               | Guanyadora |
| 2014 | Millor direcció novell     | Fernando Franco García                       | Guanyador  |
| 2014 | Millor guió original       | Fernando Franco García Enric Rufas i Bou     | Nominats   |
| 2014 | Millor so                  | Aitor Berenguer Jaime Fernández Nacho Arenas | Nominats   |
| 2014 | Millor muntatge            | David Pinillos                               | Nominats   |
| 2014 | Millor pel·lícula          |                                              | Nominada   |

Medalles del Cercle d'Escriptors Cinematogràfics
| Any  | Categoria                 | Persona/Pel·lícula     | Resultat |
| ---- | ------------------------- | ---------------------- | -------- |
| 2014 | Millor actriu             | Marian Álvarez         | Nominada |
| 2014 | Millor director revelació | Fernando Franco García | Nominat  |

Premis Feroz
| Any  | Categoria                   | Persona/Pel·lícula     | Resultat   |
| ---- | --------------------------- | ---------------------- | ---------- |
| 2014 | Millor pel·lícula dramàtica | La herida              | Nominada   |
| 2014 | Millor actriu protagonista  | Marian Álvarez         | Guanyadora |
| 2014 | Millor director             | Fernando Franco García | Nominat    |

Fotogramas de Plata
| Any  | Categoria                   | Persona/Pel·lícula | Resultat   |
| ---- | --------------------------- | ------------------ | ---------- |
| 2014 | Millor actriu de cinema     | Marian Álvarez     | Nominada   |
| 2014 | Millor pel·lícula espanyola | La herida          | Guanyadora |

Premis Cinematogràfics José María Forqué
| Any  | Categoria         | Persona/Pel·lícula | Resultat   |
| ---- | ----------------- | ------------------ | ---------- |
| 2014 | Millor actriu     | Marian Álvarez     | Guanyadora |
| 2014 | Millor pel·lícula | La herida          | Guanyadora |

Premis Turia
| Any  | Categoria                   | Persona   | Resultat   |
| ---- | --------------------------- | --------- | ---------- |
| 2014 | Millor Pel·lícula Espanyola | La herida | Guanyadora |